# Guo Sitong
Guo Sitong (26 novembre 2006) è una sincronetta cinese.

## Palmarès
- Mondiali giovanili:

Lima 2024: oro nella gara a squadre programma tecnico, nella gara a squadre programma libero e nel duo misto tecnico e bronzo nella gara a squadre programma acrobatico.

### Coppa del Mondo
- 10 podi:
  - 2 vittorie (2 nella gara a squadre)
  - 7 secondi posti (5 nel duo e 2 nella gara a squadre)
  - 1 terzo posto (1 nella gara a squadre)

#### Coppa del mondo - vittorie
| Data           | Luogo   | Paese  | Disciplina   |
| -------------- | ------- | ------ | ------------ |
| 5 aprile 2024  | Pechino | Cina   | Team tecnico |
| 31 maggio 2024 | Markham | Canada | Team tecnico |